# Raymond Fee
Raymond John Fee (Saint Paul, 12 gennaio 1903 – 2 giugno 1983) è stato un pugile statunitense.

## Palmarès

### Olimpiadi
- Bronzo a Parigi 1924 nei pesi mosca.